# Chuangye Nongchang (bondby i Kina, Jilin Sheng, lat 43,79, long 130,31)
Chuangye Nongchang är en bondby i Kina. Den ligger i provinsen Jilin, i den nordöstra delen av landet, omkring 410 kilometer öster om provinshuvudstaden Changchun. Antalet invånare är 912. Befolkningen består av 446 kvinnor och 466 män. Barn under 15 år utgör 14,0 %, vuxna 15-64 år 81 %, och äldre över 65 år 3,0 %.
Runt Chuangye Nongchang är det ganska glesbefolkat, med 28 invånare per kvadratkilometer. Närmaste större samhälle är Luozigou, 7,5 km söder om Chuangye Nongchang. Trakten runt Chuangye Nongchang består till största delen av jordbruksmark.
Genomsnittlig årsnederbörd är 929 millimeter. Den regnigaste månaden är juli, med i genomsnitt 194 mm nederbörd, och den torraste är januari, med 5 mm nederbörd.